# Abradž al-Bait
Abradž al-Bait, također poznat kao Mecca Royal Hotel Clock Tower, je kompleks zgrada u Meki, Saudijska Arabija u vlasništvu kanadskog Fairmont Hotels and Resorts. Gradnja je započela 2004., a kompleks je konačno otvoren u lipnju 2012. godine.
Ovaj kompleks drži nekoliko svjetskih rekorda, kao što su: najviši hotel na svijetu, najviši toranj sa satom na svijetu, najveći svjetski sat i zgrada s najvećom površinom na svijetu. Hotelski toranj postao je druga najviša građevina na svijetu 2012. godine s visinom od 601 metra, viši je samo neboder Burj Khalifa u Dubaiju.
Izgrađen je na istom mjestu gdje se nalazila tvrđava Ajyad, stara tvrđava iz osmanskog vremena koja datira iz 18. stoljeća i koju su saudijske vlasti srušile 2002. kako bi započeli građevinski radovi, što je izazvalo negodovanje stanovništva.
Abradž al-Bait ima veliki molitveni prostor koji može primiti više od 10.000 ljudi. Najviši toranj u kompleksu, hotel s pet zvjezdica, osigurava smještaj za milijune hodočasnika koji putuju u islamski sveti grad Meku jednom godišnje gdje sudjelovati na Hadždžu. Osim toga, ovaj komleks ima pet trgovačkih centara (Abradž al-Bait Mall) i garažno-parkirni prostor za više od tisuću vozila.
Kompleks je izgradila Saudi Binladin Group, najveća saudijska građevinska tvrtka. Toranj sa satom je dizajniran od strane njemačke tvrtke Premiere Composite Technologies, a sam sat švicarska inženjering tvrtka Straintec. Projekt je stajao 15 milijardi $.